# زیردریایی تندر کوماهاشی
زیردریایی تندر کوماهاشی (به انگلیسی: Japanese submarine tender Komahashi) یک زیردریایی بود. این زیردریایی در سال ۱۹۱۳ ساخته شد.